# بل آمی (فیلم ۲۰۱۲)
بل آمی (فرانسوی: Bel Ami‎) فیلمی در ژانر درام است که در سال ۲۰۱۲ منتشر شد.

## خلاصه داستان
داستان فیلم در دهه هشتاد رخ می‌دهد که در آن دوران مردی جوان در پاریس به قدرت می‌رسد که این قدرت خطرهایی برای او به‌دنبال داشت و …

## بازیگران
- رابرت پتینسون
- اوما تورمن
- کریستین اسکات توماس
- کریستینا ریچی
- کالم مینی
- هالیدی گراینگر
- ناتالیا تنا
- جیمز لانس